# Концерт памяти Майка Науменко «Рок-н-ролл жив»
Концерт памяти Майка Науменко "Рок-н-ролл жив" — благотворительный рок-фестиваль, который состоялся  11 сентября 1992 года в Большом Московском государственном цирке при полном аншлаге. Там же состоялся премьерный показ фильма «Буги-вуги каждый день», в котором запечатлены последние годы жизни Михаила Васильевича Науменко. Все заработанные от проведения мероприятия деньги были переданы сыну Майка. В дальнейшем была выпущена одноимённая пластинка на фирме "Мелодия".

## История возникновения проекта
Сразу после известия о смерти Майка Науменко музыкант группы "Зима" И. Шапошников предлагает продюсеру группы "Оле Лукойе" (Москва) сделать проект состоящий из разных версий песен Майка Науменко в исполнении других групп. Для привлечения внимания к этому проекту нашедшем в дальнейшем физическое воплощение в виде пластинки памяти Майка Науменко изданную лейблом "Acid Art Pictures" на фирме "Мелодия". При организации концерта большую организационную помощь оказала  Света Ельчанинова (основатель клуба им. Джерри Рубина). 

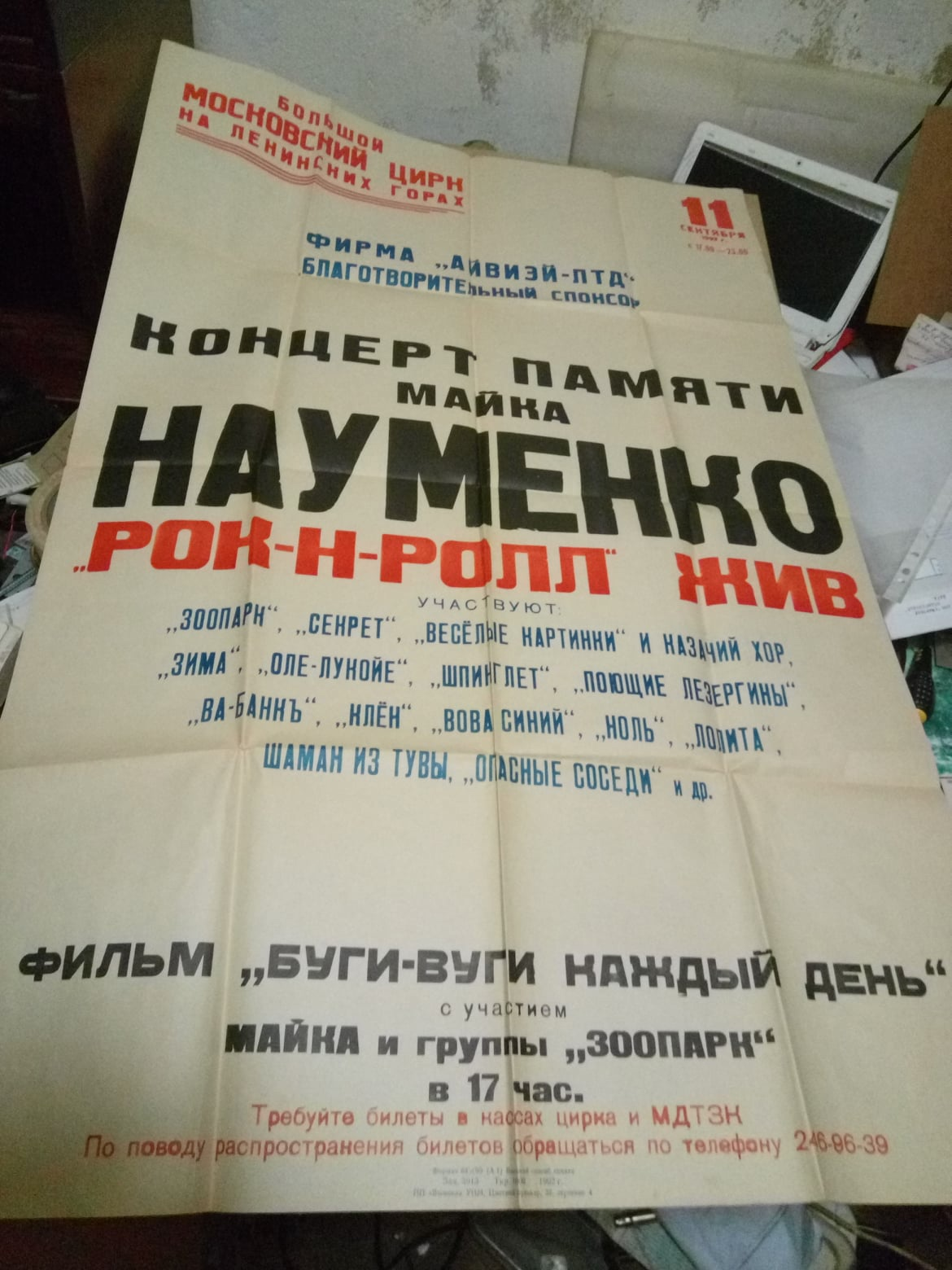
Афиша концерта памяти Майка Науменко "Рок-н-ролл жив"

## Состав участников фестиваля
«Зоопарк» с Алексеем Рыбиным, «Оле Лукойе»  (Москва), Матросская Тишина, Шпинглет, Борис Раскольников, Поющие Лезергины, «Почта», «Клён», «Весёлые Картинки» с казачьим хором, «Опасные Соседи», «А.У.», «АТАС», «Лолита», Николай фоменко (Секрет), "Вова Синий", "Зима", "Ва-Банкъ", Откун Достай и др.. 

## Пластинка "Песни Майка"
Изначально концерт задумывался как средство продвижения трибьюта памяти "Майка Науменко" и нашёл своё аудио воплощение в конце 1993 году, накануне развала фирмы "Мелодия"

#### Список композиций
| №   | Название                       | Автор(ы)          | Длительность |
| --- | ------------------------------ | ----------------- | ------------ |
| 1.  | «Растафара»                    | Опасные Соседи    | 4:02         |
| 2.  | «Белая Ночь, Белое Тепло»      | Зима              | 4:11         |
| 3.  | «Страх В Твоих Глазах»         | Оле-Лукойе        | 4:04         |
| 4.  | «Гопники»                      | Вова Синий        | 5:07         |
| 5.  | «Пригородный Блюз»             | Ва-Банкъ          | 2:41         |
| 6.  | «Странные Дни»                 | Свидетели         | 5:13         |
| 7.  | «Лето»                         | Шпинглетт         | 4:05         |
| 8.  | «Прощай, Детка, Детка, Прощай» | Матросская Тишина | 3:59         |
| 9.  | «Мой Поезд»                    | Клён              | 3:26         |
| 10. | «Сегодня Ночью»                | Б. Раскольников   | 5:25         |

## Статьи
- Рыбин Алексей. Год назад погасла звезда рок-н-ролла. Комсомольская Правда, 27.08.1992
- Фестиваль «Рок-н-ролл жив! » памяти Майка Науменко в Цирке на Ленинских горах (11.09.1992)[4]